# ДаМаркус Бізлі
ДаМаркус Бізлі (англ. DaMarcus Beasley, нар. 24 травня 1982, Форт-Вейн) — американський футболіст, який грав на позиції флангового півзахисника].
Вихованець футбольної академії «Ай-Ем-Джі Соккер Академі», що базується в Брадентоні.
Виступав, зокрема, за клуби «Чикаго Файр» та «Рейнджерс», «Х'юстон Динамо», а також національну збірну США.
Дворазовий чемпіон Нідерландів. Володар Кубка Нідерландів. Володар Кубка Шотландії. Дворазовий володар Кубка шотландської ліги. Чемпіон Шотландії. У складі збірної — п'ятиразовий володар Золотого кубка КОНКАКАФ.

## Клубна кар'єра
Народився 24 травня 1982 року в місті Форт-Вейн. Вихованець футбольної школи клубу «Ай-Ем-Джі Соккер Академі».
У дорослому футболі дебютував 2000 року виступами за команду клубу «Чикаго Файр», в якій провів чотири сезони, взявши участь у 98 матчах чемпіонату. Більшість часу, проведеного у складі «Чикаго Файр», був основним гравцем команди.
Згодом з 2004 по 2007 рік грав у складі команд клубів ПСВ та «Манчестер Сіті». Протягом цих років двічі виборював титул чемпіона Нідерландів.
Своєю грою за останню команду привернув увагу представників тренерського штабу клубу «Рейнджерс», до складу якого приєднався 2007 року. Відіграв за команду з Глазго наступні три сезони своєї ігрової кар'єри. За цей час додав до переліку своїх трофеїв титул чемпіона Шотландії.
Протягом 2010—2011 років захищав кольори команди клубу «Ганновер 96», але зіграв за німецький клуб лише 4 матчі в Бундеслізі.
До складу клубу «Пуебла» приєднався 2011 року. Відтоді встиг відіграти за команду з Пуебли 92 матчі в національному чемпіонаті.
Із 2014 року грав на батьківщині за клуб «Х'юстон Динамо». У складі х'юстонської команди грав до 2019 року, за цей час відіграв за клуб 124 матчі в MLS, у яких відзначився 1 забитим м'ячем.

## Виступи за збірну
2001 року дебютував в офіційних матчах у складі національної збірної США.
У складі збірної був учасником чемпіонату світу 2002 року в Японії і Південній Кореї, чемпіонату світу 2006 року у Німеччині, чемпіонату світу 2010 року у ПАР та чемпіонату світу 2014 року в Бразилії.
Брав участь у шести розіграшах Золотого кубка КОНКАКАФ: 2002, 2003, 2005, 2007, 2013 та 2015 років. На чотирьох з цих турнірів (за виключенням розіграшів 2005 і 2015 років) ставав у складі збірної США континентальним чемпіоном Північної Америки.
Учасник двох розіграшів Кубка конфедерацій — у 2003 та 2009 роках.
15 грудня ДаМаркус Бізлі оголосив про завершення своїх виступів за національну збірну США. Але вже в липні 2015 року по запрошенню головного тренера національної збірної Юргена Клінсмана повернувся до складу збірної для участі в розіграші Золотого кубка КОНКАКАФ 2015 року. Проте на турнірі зіграв лише один раз — у матчі за третє місце із збірною Панами. ДаМаркус Бізлі вийшов на поле у додатковий час та не забив останній післяматчевий пенальті, що призвело до втрати американцями призового місця на турнірі.
Усього провів у національній збірній 126 матчів, у яких відзначився 17 забитими м'ячами.

## Статистика виступів
Станом на початок 2016 року

### Статистика клубних виступів
| Сезон   | Команда          | Ліга                       | Ігор | Голів |
| ------- | ---------------- | -------------------------- | ---- | ----- |
| 2000-01 | «Чикаго Файр»    | MLS                        | 18   | 2     |
| 2001-02 | «Чикаго Файр»    | MLS                        | 24   | 2     |
| 2002-03 | «Чикаго Файр»    | MLS                        | 19   | 3     |
| 2003-04 | «Чикаго Файр»    | MLS                        | 22   | 7     |
| 2004-05 | «Чикаго Файр»    | MLS                        | 15   | 0     |
| 2004-05 | ПСВ              | Ередивізі                  | 29   | 6     |
| 2005-06 | ПСВ              | Ередивізі                  | 27   | 4     |
| 2006-07 | «Манчестер Сіті» | Premier League             | 18   | 3     |
| 2007-08 | «Рейнджерс»      | ШПЛ                        | 11   | 2     |
| 2008-09 | «Рейнджерс»      | ШПЛ                        | 10   | 0     |
| 2009-10 | «Рейнджерс»      | ШПЛ                        | 8    | 2     |
| 2010-11 | «Ганновер 96»    | БЛ                         | 4    | 0     |
| 2011-12 | «Пуебла»         | Прімера Дивізіон (Мексика) | 33   | 7     |
| 2012-13 | «Пуебла»         | Прімера Дивізіон (Мексика) | 31   | 4     |
| 2013-14 | «Пуебла»         | Прімера Дивізіон (Мексика) | 28   | 1     |
| 2014    | «Х'юстон Динамо» | MLS                        | 10   | 0     |
| 2015    | «Х'юстон Динамо» | MLS                        | 28   | 1     |
| 2016    | «Х'юстон Динамо» | MLS                        | 24   | 1     |
| 2017    | «Х'юстон Динамо» | MLS                        | 24   | 0     |
| 2018    | «Х'юстон Динамо» | MLS                        | 26   | 1     |
| 2019    | «Х'юстон Динамо» | MLS                        | 12   | 0     |
| УСЬОГО  |                  |                            | 422  | 46    |

## Титули і досягнення

### Командні
- Чемпіон Нідерландів (2):

ПСВ: 2004-05, 2005-06
- Володар Кубка Нідерландів (1):

ПСВ: 2004-05
- Володар Кубка Шотландії (1):

«Рейнджерс»: 2007-08
- Володар Кубка шотландської ліги (2):

«Рейнджерс»: 2007-08, 2008-09
- Чемпіон Шотландії (1):

«Рейнджерс»: 2008-09
- Володар Золотого кубка КОНКАКАФ: 2002, 2005, 2007, 2013
- Бронзовий призер Золотого кубка КОНКАКАФ: 2003

### Особисті
- Найкращий бомбардир Золотого кубка КОНКАКАФ 2005 року.